# بين برايري (لويزيانا)
بين برايري (بالإنجليزية: Pine Prairie village, Louisiana)‏ هي قرية تقع بولاية لويزيانا في الولايات المتحدة. تبلغ مساحتها 4.20 كم2، وترتفع عن سطح البحر 36.8808 م، بلغ عدد سكانها 1,610 نسمة في عام 2010 حسب إحصاء مكتب تعداد الولايات المتحدة وتصل الكثافة السكانية فيها 383.3 نسمة لكل كيلومتر مربع (992.7/ميل2).

## التركيبة السكانية
حدّد مكتب تعداد الولايات المتحدة بيانات التركيبة السكانية لبين برايري في تعداد الولايات المتحدة. في ما يلي، التركيبة السكانية حسب تعدادي 2000 و2010.

### تعداد عام 2000
بلغ عدد سكان بين برايري 1,087 نسمة بحسب تعداد عام 2000، وبلغ عدد الأسر 327 أسرة وعدد العائلات 243 عائلة مقيمة في القرية. في حين سجلت الكثافة السكانية 258.8 نسمة لكل كيلومتر مربع (670.3/ميل2). وبلغ عدد الوحدات السكنية 367 وحدة بمتوسط كثافة قدره 87.4 لكل كيلومتر مربع (226.4/ميل2).
وتوزع التركيب العرقي للقرية بنسبة 91.08% من البيض و7.36% من الأمريكيين الأفارقة و0.09% من الأمريكيين الأصليين و0.37% من الأمريكيين ذوي الأصول الآسيوية و1.10% من عرقين مختلطين أو أكثر و1.84% من الهسبانيون أو اللاتينيون من أي عرق.
بلغ عدد الأسر 327 أسرة كانت نسبة 47.1% منها لديها أطفال تحت سن الثامنة عشر تعيش معهم، وبلغت نسبة الأزواج القاطنين مع بعضهم البعض 51.7% من أصل المجموع الكلي للأسر، ونسبة 19% من الأسر كان لديها معيلات من الإناث دون وجود شريك، بينما كانت نسبة 3.7% من الأسر لديها معيلون من الذكور دون وجود شريكة وكانت نسبة 25.7% من غير العائلات. تألفت نسبة 25.1% من أصل جميع الأسر من عدة أفراد يعيشون في نفس المنزل ونسبة 10.7% كانت تتألف من شخص يعيش بمفرده يبلغ من العمر 65 عاماً أو أكثر. وبلغ متوسط حجم الأسرة المعيشية 2.64، أما متوسط حجم العائلات فبلغ 3.14.
بلغ العمر الوسطي للسكان 34.6 عاماً. وكانت نسبة 27.6% من القاطنين تحت سن الثامنة عشر، وكانت نسبة 6.7% بين الثامنة عشر والرابعة والعشرين عاماً، ونسبة 21.7% كانت واقعةً في الفئة العمرية ما بين الخامسة والعشرين والرابعة والأربعين عاماً، ونسبة 13.2% كانت ما بين الخامسة والأربعين والرابعة والستين، ونسبة 10.2% كانت ضمن فئة الخامسة والستين عاماً فما فوق. يوجد لكل 100 أنثى 85.0 ذكر، ويوجد لكل 100 أنثى في الثامنة عشر من عمرها فما فوق 83.1 ذكر.
بلغ متوسط دخل الأسرة في القرية 21,167 دولارًا، أما متوسط دخل العائلة فبلغ 27,292 دولارًا. وكان متوسط دخل الذكور 32,375 دولارًا مقابل 17,321 دولارًا للإناث. وسجل دخل الفرد الخاص بالقرية 9,735 دولارًا. وكانت نسبة 24.2% من العائلات ونسبة 29.2% من السكان تحت خط الفقر، وكان من هؤلاء نسبة 33.7% تحت سن الثامنة عشر ونسبة 22.8% في الخامسة والستين من العمر وما فوق.

### تعداد عام 2010
بلغ عدد سكان بين برايري 1,610 نسمة بحسب تعداد عام 2010، وبلغ عدد الأسر 347 أسرة وعدد العائلات 248 عائلة مقيمة في القرية. في حين سجلت الكثافة السكانية 383.3 نسمة لكل كيلومتر مربع (992.7/ميل2). وبلغ عدد الوحدات السكنية 392 وحدة بمتوسط كثافة قدره 93.3 لكل كيلومتر مربع (241.6/ميل2).
وتوزع التركيب العرقي للقرية بنسبة 69.50% من البيض و29.19% من الأمريكيين الأفارقة و0.19% من الأمريكيين الأصليين و0.12% من الأمريكيين ذوي الأصول الآسيوية و0.19% من الأعراق الأخرى و0.81% من عرقين مختلطين أو أكثر و0.93% من الهسبانيون أو اللاتينيون من أي عرق.
بلغ عدد الأسر 347 أسرة كانت نسبة 43.8% منها لديها أطفال تحت سن الثامنة عشر تعيش معهم، وبلغت نسبة الأزواج القاطنين مع بعضهم البعض 51.9% من أصل المجموع الكلي للأسر، ونسبة 15.3% من الأسر كان لديها معيلات من الإناث دون وجود شريك، بينما كانت نسبة 4.3% من الأسر لديها معيلون من الذكور دون وجود شريكة وكانت نسبة 28.5% من غير العائلات. تألفت نسبة 25.4% من أصل جميع الأسر من عدة أفراد يعيشون في نفس المنزل ونسبة 12.1% كانت تتألف من شخص يعيش بمفرده يبلغ من العمر 65 عاماً أو أكثر. وبلغ متوسط حجم الأسرة المعيشية 2.68، أما متوسط حجم العائلات فبلغ 3.21.
بلغ العمر الوسطي للسكان 29.9 عاماً. وكانت نسبة 18.3% من القاطنين تحت سن الثامنة عشر، وكانت نسبة 20.7% بين الثامنة عشر والرابعة والعشرين عاماً، ونسبة 35.7% كانت واقعةً في الفئة العمرية ما بين الخامسة والعشرين والرابعة والأربعين عاماً، ونسبة 13.3% كانت ما بين الخامسة والأربعين والرابعة والستين، ونسبة 11.9% كانت ضمن فئة الخامسة والستين عاماً فما فوق. وتوزع التركيب الجنسي للسكان بنسبة 66.9% ذكور و33.1% إناث.